# 古厩盛勝
古厩 盛勝（ふるまや もりかつ）は、日本の戦国武将。
信濃国の豪族で、武田晴信の信濃攻め後は武田家に仕えた。天正壬午の乱が起こると、小笠原貞慶によって殺害された。

## 概要
古厩氏は、南北朝時代頃に仁科本家から分かれ、安曇郡穂高古厩（長野県安曇野市）の地を領した。
天文21年（1552年）8月、古厩氏領内に仁科家が築城した小岩嶽城が武田軍によって攻略され、小岩盛親が滅亡した。この前後で、盛兼は武田方に降っている。盛勝も、これに従って晴信に仕えたと思われる。
永禄10年（1567年）における生島足島神社の起請文には、堀金盛広とともに古厩氏が名を列している。
天正10年（1582年）に武田家が滅び、これにより信濃国に錯乱が起こる（天正壬午の乱）。
天正11年（1583年）2月13日、盛勝は一族とともに、小笠原氏によって深志城に呼び出され、子の刻に誅殺された。「以上以下廿人（20人）」に及んで殺害され、これによって国人領主古厩氏は滅亡した。同日には、筑摩郡の有力領主であった塔原幸貞も滅ぼされている。間もなくして盛勝長男・盛時も討ち取られるが、次男らは小笠原氏に仕えたという。